# Iridomyrmex wingi
Iridomyrmex wingi é uma espécie de formiga do gênero Iridomyrmex.